# Israël aux Jeux olympiques d'été de 2012
Israël participe aux Jeux olympiques d'été de 2012 à Londres. Il s'agit de sa 15e participation à des Jeux olympiques d'été. Israël n'obtient aucune médaille.

## Athlétisme
Hommes
Courses
| Athlète        | Épreuve  | Séries       | Séries | Quarts de finale | Quarts de finale | Demi-finales | Demi-finales | Finale          | Finale |
| Athlète        | Épreuve  | Résultat     | Rang   | Résultat         | Rang             | Résultat     | Rang         | Résultat        | Rang   |
| -------------- | -------- | ------------ | ------ | ---------------- | ---------------- | ------------ | ------------ | --------------- | ------ |
| Donald Sanford | 400 m    | 45 s 71 (RN) | 26e    | NC               | NC               | –            | –            | –               | –      |
| Donald Sanford | Marathon | NC           | NC     | NC               | NC               | NC           | NC           | 2 h 34 min 59 s | 81e    |

Femmes
Concours
| Athlète          | Épreuve          | Qualification | Qualification | Finale   | Finale |
| Athlète          | Épreuve          | Distance      | Rang          | Distance | Rang   |
| ---------------- | ---------------- | ------------- | ------------- | -------- | ------ |
| Jillian Schwartz | Saut à la perche | 4,40 m        | 18e           | –        | –      |

## Badminton
| Athlète         | Compétition      | Phase de groupe                                     | Phase de groupe                              | Phase de groupe  | Phase de groupe | 8e de finale     | Quarts de finale | Demi-finales     | Finale           | Finale |
| Athlète         | Compétition      | Adversaire Score                                    | Adversaire Score                             | Adversaire Score | Rang            | Adversaire Score | Adversaire Score | Adversaire Score | Adversaire Score | Rang   |
| --------------- | ---------------- | --------------------------------------------------- | -------------------------------------------- | ---------------- | --------------- | ---------------- | ---------------- | ---------------- | ---------------- | ------ |
| Misha Zilberman | Simple messieurs | Battu par Jan Ø. Jørgensen (DEN) 0-2 (12-21, 12-21) | Battu par Derek Wong (SIN) 0-2 (9-21, 15-21) | NC               | 3e              | -                | -                | -                | -                | -      |

## Gymnastique

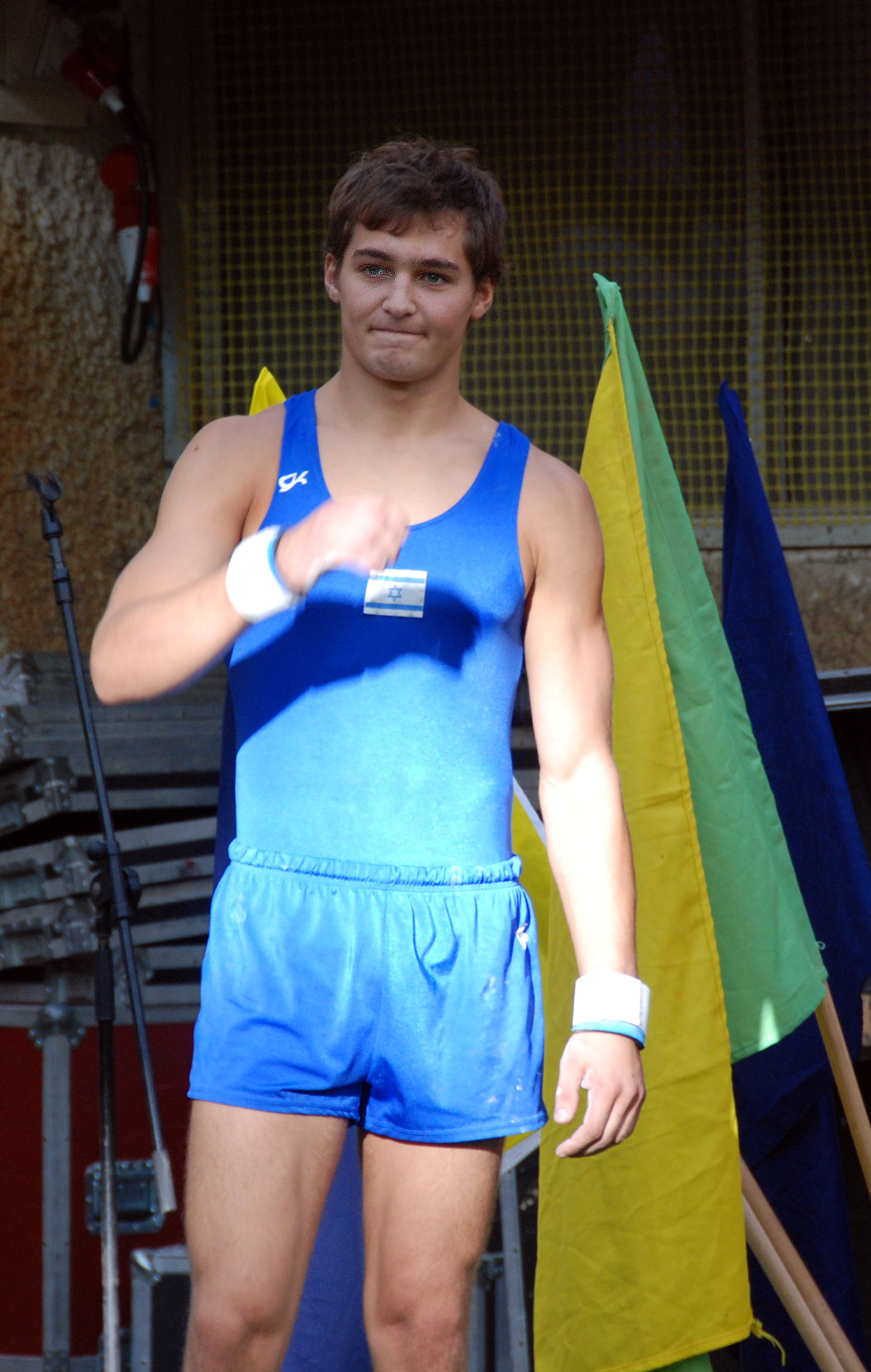
Le gymnaste Alexander Shatilov

### Artistique
Hommes
| Athlète            | Compétition | Appareils   | Appareils  | Appareils  | Appareils  | Appareils  | Appareils  | Qualification | Qualification | Appareils | Appareils | Appareils | Appareils | Appareils | Appareils | Finale | Finale |
| Athlète            | Compétition | S           | CA         | A          | SC         | BP         | BF         | Total         | Rang          | S         | CA        | A         | SC        | BP        | BF        | Total  | Rang   |
| ------------------ | ----------- | ----------- | ---------- | ---------- | ---------- | ---------- | ---------- | ------------- | ------------- | --------- | --------- | --------- | --------- | --------- | --------- | ------ | ------ |
| Felix Aronovich    | Individuel  | 14,033 51e  | 13,433 44e | 14,100 51e | 13,900 68e | 14,233 48e | 13,500 56e | 83,199        | 32e           | NC        | NC        | NC        | NC        | NC        | NC        | NC     | NC     |
| Alexander Shatilov | Individuel  | 15,633 4e Q | 14,133 27e | 14,033 55e | 15,533 37e | 14,700 31e | 15,000 12e | 89,032        | 12e Q         | NC        | NC        | NC        | NC        | NC        | NC        | NC     | NC     |

Finales individuelles
| Athlète            | Compétition | Appareil | Appareil | Appareil | Appareil | Appareil | Appareil | Total  | Rang |
| Athlète            | Compétition | S        | CA       | A        | SC       | BP       | BF       | Total  | Rang |
| ------------------ | ----------- | -------- | -------- | -------- | -------- | -------- | -------- | ------ | ---- |
| Alexander Shatilov | Individuel  | 15,600   | 14,266   | 14,200   | 15,133   | 14,400   | 14,833   | 88,432 | 12e  |
| Alexander Shatilov | Sol         | 15,333   | NC       | NC       | NC       | NC       | NC       | 15,333 | 6e   |

Femmes
| Athlète          | Compétition | Appareils  | Appareils  | Appareils | Appareils  | Qualification | Qualification | Appareils | Appareils | Appareils | Appareils | Finale | Finale |
| Athlète          | Compétition | S          | SC         | BA        | P          | Total         | Rang          | S         | SC        | BA        | P         | Total  | Rang   |
| ---------------- | ----------- | ---------- | ---------- | --------- | ---------- | ------------- | ------------- | --------- | --------- | --------- | --------- | ------ | ------ |
| Valeria Maksyuta | Individuel  | 12,933 59e | 12,800 74e | 9,433 78e | 10,533 82e | 45,699        | 59e           | NC        | NC        | NC        | NC        | NC     | NC     |

### Rythmique
| Athlète     | Compétition | Qualification | Qualification | Qualification | Qualification | Qualification | Qualification | Finale    | Finale    | Finale    | Finale    | Finale  | Finale |
| Athlète     | Compétition | Cerceau       | Ballon        | Massue        | Ruban         | Total         | Rang          | Cerceau   | Ballon    | Massue    | Ruban     | Total   | Rang   |
| ----------- | ----------- | ------------- | ------------- | ------------- | ------------- | ------------- | ------------- | --------- | --------- | --------- | --------- | ------- | ------ |
| Neta Rivkin | Individuel  | 27,450 7e     | 26,200 18e    | 27,525 9e     | 27,725 6e     | 108,900       | 9e            | 27,350 9e | 26,850 9e | 27,800 3e | 27,000 9e | 109,000 | 7e     |

| Athlète                                                                                       | Compétition | Qualification | Qualification       | Qualification | Qualification | Finale     | Finale              | Finale | Finale |
| Athlète                                                                                       | Compétition | 5 ballons     | 3 rubans 2 cerceaux | Total         | Rang          | 5 ballons  | 3 rubans 2 cerceaux | Total  | Rang   |
| --------------------------------------------------------------------------------------------- | ----------- | ------------- | ------------------- | ------------- | ------------- | ---------- | ------------------- | ------ | ------ |
| Moran Buzovski Victoria Koshel Noa Palatchy Marina Shults Paulina Zakaluzny Eliora Zholkovski | Par équipes | 26,500 8es    | 26,600 7es          | 53,100        | 7es           | 26,725 8es | 26,675 7es          | 53,400 | 8es    |

## Judo
| Athlète            | Compétition            | 1/32 de finale               | 1/16 de finale                 | 1/8 de finale                   | Quarts de finale             | Demi-finales        | Repêchage 1                   | Repêchage 2         | Finale              | Finale |
| Athlète            | Compétition            | Adversaire Résultat          | Adversaire Résultat            | Adversaire Résultat             | Adversaire Résultat          | Adversaire Résultat | Adversaire Résultat           | Adversaire Résultat | Adversaire Résultat | Rang   |
| ------------------ | ---------------------- | ---------------------------- | ------------------------------ | ------------------------------- | ---------------------------- | ------------------- | ----------------------------- | ------------------- | ------------------- | ------ |
| Artiom Arshanski   | Moins de 60 kg hommes  | exempt                       | Jeroen Mooren (NED) 0001/0001  | Hiroaki Hiraoka (JPN) 0000/0012 | -                            | -                   | -                             | -                   | -                   | -      |
| Josef Palelashvili | Moins de 73 kg hommes  | exempt                       | Sezer Huysuz (TUR) 0101/0000   | Riki Nakaya 0000/1010           | -                            | -                   | -                             | -                   | -                   | -      |
| Golan Pollack      | Moins de 66 kg hommes  | David Larose (FRA) 0000/0011 | -                              | -                               | -                            | -                   | -                             | -                   | -                   | -      |
| Ariel Zeevi        | Moins de 100 kg hommes | NC                           | Dimitri Peters (GER) 0000/1000 | -                               | -                            | -                   | -                             | -                   | -                   | -      |
| Alice Schlesinger  | Moins de 63 kg femmes  | NC                           | exempte                        | Hilde Drexler (AUT) 0002/0001   | Urška Žolnir (SLO) 0000/1100 | -                   | Gévrise Émane (FRA) 0002/0010 | -                   | -                   | -      |

## Natation
| Athlète               | Épreuve          | Séries        | Séries | Demi-finales  | Demi-finales | Finale        | Finale |
| Athlète               | Épreuve          | Temps         | Rang   | Temps         | Rang         | Temps         | Rang   |
| --------------------- | ---------------- | ------------- | ------ | ------------- | ------------ | ------------- | ------ |
| Imri Ganiel           | 100 m brasse     | 1 min 02 s 07 | 32e    | -             | -            | -             | -      |
| Gal Nevo              | 400 m 4 nages    | 4 min 14 s 77 | 10e    | NC            | NC           | -             | -      |
| Gal Nevo              | 200 m papillon   | 1 min 59 s 98 | 32e    | -             | -            | -             | -      |
| Gal Nevo              | 200 m 4 nages    | 1 min 59 s 56 | 12e    | 1 min 59 s 17 | 10e          | -             | -      |
| Nimrod Shapira Bar-Or | 200 m nage libre | 1 min 48 s 60 | 21e    | -             | -            | -             | -      |
| Yakov Toumarkin       | 100 m dos        | 54 s 91       | 24e    | -             | -            | -             | -      |
| Yakov Toumarkin       | 200 m dos        | 1 min 57 s 33 | 8e     | 1 min 57 s 33 | 8e           | 1 min 57 s 62 | 7e     |

| Athlète   | Épreuve        | Séries        | Séries | Demi-finales  | Demi-finales | Finale | Finale |
| Athlète   | Épreuve        | Temps         | Rang   | Temps         | Rang         | Temps  | Rang   |
| --------- | -------------- | ------------- | ------ | ------------- | ------------ | ------ | ------ |
| Amit Ivry | 100 m papillon | 58 s 78       | 18e    | -             | -            | -      | -      |
| Amit Ivry | 200 m 4 nages  | 2 min 13 s 29 | 12e    | 2 min 13 s 31 | 13e          | -      | -      |

## Natation synchronisée
| Athlètes                       | Compétition | Programme technique      | Programme technique | Programme libre (qualifications) | Programme libre (qualifications) | Programme libre (qualifications) | Programme libre (finale) | Programme libre (finale)  | Programme libre (finale) |
| Athlètes                       | Compétition | Points                   | Rang                | Points                           | Total (technique + libre)        | Rang                             | Points                   | Total (technique + libre) | Rang                     |
| ------------------------------ | ----------- | ------------------------ | ------------------- | -------------------------------- | -------------------------------- | -------------------------------- | ------------------------ | ------------------------- | ------------------------ |
| Anastasia Gloushkov Inna Yoffe | Duo         | 83,400 (42,200 ; 41,200) | 17e                 | 83,520 (41,590 ; 41,930)         | 166,920                          | 17e                              | -                        | -                         | -                        |

## Tennis
| Athlète     | 1/32 de finale                 | 1/16 de finale      | 1/8 de finale       | Quarts de finale    | Demi-finales        | Match pour la médaille de bronze | Finale              |
| Athlète     | Adversaire Résultat            | Adversaire Résultat | Adversaire Résultat | Adversaire Résultat | Adversaire Résultat | Adversaire Résultat              | Adversaire Résultat |
| ----------- | ------------------------------ | ------------------- | ------------------- | ------------------- | ------------------- | -------------------------------- | ------------------- |
| Shahar Peer | Maria Sharapova (RUS) 2-6, 0-6 | –                   | –                   | –                   | –                   | –                                | –                   |

| Athlètes                   | 1/16 de finale                                  | 1/8 de finale                                           | Quarts de finale                         | Demi-finales        | Match pour la médaille de bronze | Finale              |
| Athlètes                   | Adversaire Résultat                             | Adversaire Résultat                                     | Adversaire Résultat                      | Adversaire Résultat | Adversaire Résultat              | Adversaire Résultat |
| -------------------------- | ----------------------------------------------- | ------------------------------------------------------- | ---------------------------------------- | ------------------- | -------------------------------- | ------------------- |
| Jonathan Erlich / Andy Ram | Marcel Granollers / Marc López (ESP) 7-65, 7-63 | Roger Federer / Stanislas Wawrinka (SUI) 1-6, 7-65, 6-3 | Bob Bryan / Mike Bryan (USA) 64-7, 610-7 | –                   | –                                | –                   |

## Tir
| Athlète       | Compétition                         | Qualification | Qualification | Finale | Finale | Total  | Total |
| Athlète       | Compétition                         | Points        | Rang          | Points | Rang   | Points | Rang  |
| ------------- | ----------------------------------- | ------------- | ------------- | ------ | ------ | ------ | ----- |
| Sergy Rikhter | Carabine à 10 m air comprimé hommes | 595           | 9e            | -      | -      | -      | -     |
| Sergy Rikhter | Carabine à 50 m tir couché hommes   | 587           | 4e            | -      | -      | -      | -     |

## Voile
| Athlète(s)              | Compétition | Régate 1 | Régate 2 | Régate 3 | Régate 4 | Régate 5 | Régate 6 | Régate 7 | Régate 8 | Régate 9 | Régate 10 | Total net | Total net | Medal Race | Total | Rang |
| Athlète(s)              | Compétition | Score    | Score    | Score    | Score    | Score    | Score    | Score    | Score    | Score    | Score     | Score     | Rang      | Score      | Total | Rang |
| ----------------------- | ----------- | -------- | -------- | -------- | -------- | -------- | -------- | -------- | -------- | -------- | --------- | --------- | --------- | ---------- | ----- | ---- |
| Shahar Tzuberi          | RS:X        | 12       | 8        | 17       | 10       | 39 (BFD) | 12       | 35       | 34       | 26       | 1         | 155       | 19e       | -          | -     | -    |
| Gideon Kliger Eran Sela | 470         | 17       | 11       | 17       | 11       | 2        | 14       | 5        | 12       | 28 (OCS) | 23        | 112       | 15e       | -          | -     | -    |

| Athlète(s)               | Compétition  | Régate 1 | Régate 2 | Régate 3 | Régate 4 | Régate 5 | Régate 6 | Régate 7 | Régate 8 | Régate 9 | Régate 10 | Total net | Total net | Medal Race | Total | Rang |
| Athlète(s)               | Compétition  | Score    | Score    | Score    | Score    | Score    | Score    | Score    | Score    | Score    | Score     | Score     | Rang      | Score      | Total | Rang |
| ------------------------ | ------------ | -------- | -------- | -------- | -------- | -------- | -------- | -------- | -------- | -------- | --------- | --------- | --------- | ---------- | ----- | ---- |
| Lee Korzits              | RS:X         | 1        | 3        | 7        | 2        | 2        | 11       | 2        | 1        | 9        | 11        | 38        | 2e        | 18         | 56    | 6e   |
| Nufar Edelman            | Laser Radial | 33       | 33       | 33       | 34       | 29       | 3        | 34       | 28       | 18       | 26        | 237       | 30e       | -          | -     | -    |
| Vered Bouskila Gil Cohen | 470          | 3        | 21 (DSQ) | 10       | 18       | 4        | 14       | 12       | 15       | 12       | 17        | 105       | 15e       | -          | -     | -    |

## Conséquences politiques
Après le mauvais résultat d'Israël aux Jeux olympiques, une réunion spéciale de la commission « Éducation, Culture et Sport » de la Knesset est prévue en septembre 2012. Les parlementaires Yoel Hasson et Ronit Tirosh (Kadima) critiquent le manque de fonds alloués au sport par le gouvernement,.